# Mare de Déu de la Pietat de Fontcoberta
La Mare de Déu de la Pietat de Fontcoberta és una obra amb elements gòtics i renaixentistes de Fontcoberta (Pla de l'Estany) inclosa a l'Inventari del Patrimoni Arquitectònic de Catalunya.

## Descripció
Pedró-oratori d'uns 2,5 metres d'alçada format per diverses peces de pedra i rematat per una creu. La base, de pedra calcària amb motllura de mitjacanya i de dos bossells, sembla original. Damunt hi ha dos blocs rectangular de pedra, de factura moderna. Al segon bloc hi ha una fornícula d'arc apuntat que conté, al seu interior, una imatge de pedra de petites dimensions (35 cm d'alçada) de la Verge de la Pietat amb Crist als seus braços, de reminiscències gòtiques. Sobre la capelleta, i tot coronant el pedró, hi ha la creu grega de pedra, amb un crucifix en relleu.

## Història
Antigament, la capelleta era emplaçada a la banda de ponent de l'església parroquial de Fontcoberta. L'any 1936 va ser enderrocada. Recentment ha estat restaurada i col·locada al lloc on es troba actualment.